# 清泉駅
清泉駅（チョンチョンえき）は大韓民国慶尚北道慶山市河陽邑にある、韓国鉄道公社（KORAIL）の駅である。

## 接続する鉄道路線
韓国鉄道公社　
大邱線　

## 駅構造
1面8線の地上駅である。

## 歴史
- 1917年12月24日：開業。
- 2005年11月1日：大邱広域市の都市計画に基づき東大邱駅 - 当駅間が新線に切り替え。
- 2008年1月1日：旅客取り扱い中止。
- 2011年4月7日：大邱線複線電化工事開始[1]。
- 2020年：大邱線複線電化工事完成予定。

## 隣の駅
韓国鉄道公社　
大邱線（東大邱駅 - 佳川駅間は京釜線）
東大邱駅 - (顧母駅) - (佳川駅) - (琴江駅) - 清泉駅 - 河陽駅